# Chudosej
Il Chudosej (in russo Худосей?) è un fiume della Russia siberiana occidentale, affluente di destra del Taz. Scorre nel Krasnosel'kupskij rajon del Circondario autonomo Jamalo-Nenec e nel Turuchanskij rajon del Territorio di Krasnojarsk.
Ha origine nella parte meridionale dell'altopiano del basso Enisej; scorre successivamente con direzione mediamente nord-occidentale in una regione pianeggiante, spesso paludosa e coperta dalla taiga, confluendo nel Taz 412 km a monte della sua foce, alcuni chilometri a sud dell'insediamento di Krasnosel'kup. La lunghezza del fiume è di 409 km; il bacino è di 11 200 km². È l'affluente più lungo del Taz.
I maggiori suoi tributari sono i fiumi Kašky (lungo 114 km) e Pokal'ky (113 km) dalla destra idrografica, Limpypityl'ky (126 km) dalla sinistra.
Il Chudosej è gelato, mediamente, da fine ottobre a fine maggio.